# Astragalus karategini
Astragalus karategini är en ärtväxtart som beskrevs av Nikolai Fedorovich Gontscharow. Astragalus karategini ingår i släktet vedlar, och familjen ärtväxter. Inga underarter finns listade i Catalogue of Life.